# مهندسی الکتروشیمیایی
مهندسی الکتروشیمیایی (انگلیسی: Electrochemical engineering) شاخه‌ای از مهندسی شیمی است که با کاربردهای فناوری پدیده‌های الکتروشیمیایی مانند الکترو سنتز مواد شیمیایی، الکترو پالایش و تصفیه فلزات، باتری‌های جریان و سلول‌های سوختی، اصلاح سطح توسط استقرار الکترود، جداسازی الکتروشیمیایی و خوردگی سروکار دارد. این رشته همپوشانی بین الکتروشیمی و مهندسی شیمی است.
طبق آیوپاک (به انگلیسی: IUPAC)، اصطلاح مهندسی الکتروشیمیایی مختص فرایندهای فشرده برق برای کاربردهای ذخیره‌سازی صنعتی یا انرژی است و نباید با الکتروشیمی کاربردی که شامل باتری‌های کوچک، سنسورهای آمپرومتریک، دستگاه‌های میکروسیال، میکروالکترودها، دستگاه‌های حالت جامد، ولتامتری است اشتباه گرفته شود. در الکترودهای دیسک و غیره.
بیش از ۶٪ برق توسط عملیات گسترده الکتروشیمیایی در ایالات متحده مصرف می‌شود.